# شريف الصفتي
شريف الصفتي كيميائي مصري، يترأس  المجموعة البحثية لعلوم المواد النانومترية بالمركز القومي لبحوث المواد الياباني، وهو أستاذ بجامعة واسيدا اليابانية، وكان سابقًا أستاذًا للعلوم بجامعة طنطا، وحصل على شهادة دكتوراة من جامعة ساوثهامبتون في إنجلترا، وبعدها انتقل للعمل في اليابان، وله 20 براءة اختراع. وهو حاليًا مرشح لنيل جائزة نوبل في الكيمياء للعام 2013. له اكتشاف علمي في التخلص من الإشعاع النووي في مدينة فوكوشيما بعد كارثة التسرب الإشعاعي من مفاعل فوكوشيما ما أهله لترشيح اليابان له لنيل جائزة نوبل في الكيمياء. لديه العديد من الكتب والأبحاث العلمية المنشورة في الدوريات العالمية الخاصة بالمواد النانومترية. حصل على أكثر من 15 جائزة علمية من جهات علمية دولية.

## وصلات خارجية
- محطة مصر 25:مُقابلة مع العالم المصري شريف الصفتي على يوتيوببتاريخ 10 يناير 2012.